# 周涛 (少将)
周涛（1954年—）江苏南京人，中国人民解放军少将，曾任中国人民解放军总政治部宣传部部长，中华人民共和国作家、记者，中国共产党党员。

## 生平
1970年，周涛应征入伍。在部队历任战士、文书、排长。1977年进入福建师范大学中文系学习，1982年毕业。在校期间，曾任福建师范大学中文系学生会主席。后来历任福州军区《前线报》社编辑，某集团军团政治处副主任，《解放軍報》驻南京军区记者站记者、驻总后勤部记者站站长、记者部机动组组长、军事宣传部副主任、通联部主任、后备力量宣传部主任。后来周涛升任《解放军报》社副总编辑兼《中国国防报》总编辑。2010年升任中国人民解放军总政治部宣传部部长。2010年60岁达到正军职军官任职最高年限而卸任部长职务。

## 著作
1989年起，周涛开始发表文学作品。1995年加入中国作家协会。周涛的主要作品有：
- 长篇报告文学《探险在中国》[1]
- 报告文学集《跨世纪抉择》（合作）[1]
- 中篇报告文学《黄河漂流探险目击记》、《圣火》[1]
- 新闻作品集《从零点到零点》[1]